# Chiesa di Santa Brigida (Danzica)
La basilica di Santa Brigida (in polacco Bazylika św. Brygidy) si trova nella Città Vecchia di Danzica in Ulica Profesorska e confina ad est con il cimitero della Chiesa di Santa Caterina e con il fiume Radunia. Gli edifici del monastero erano situati tra il muro nord della chiesa e il Radunia fino alla loro demolizione nel 1849. Nel 1992, la chiesa è stata elevata a basilica minore da Papa Giovanni Paolo II.

## Storia
La chiesa è intitolata a Santa Brigida di Svezia. Nel 1374, il corpo di Santa Brigida, fu traslato da Roma alla Svezia, durante il suo percorso, rimase per circa due settimane nella piccola cappella di Santa Maria Maddalena, che si trovava sul sito dell'attuale chiesa di Santa Brigida. In questa occasione, nel 1396, il Gran Maestro dell'Ordine Teutonico, Konrad von Jungingen, fece costruire una chiesa ad una navata al posto della cappella. Il piccolo convento di suore accanto alla cappella fu ampliato e donato insieme alla nuova chiesa all'Ordine di Santa Brigida. Il convento ospitava ancora 80 suore all'inizio del XVI secolo.
Nel 1587, la chiesa e il monastero bruciarono e furono completamente ricostruiti solo nel 1602 dall'Ordine di Santa Brigida. L'interno della chiesa, ora progettato in stile rinascimentale, consisteva in tre navate separate da dieci pilastri. Un chiostro e un nuovo dormitorio furono costruiti nel convento nel 1648. Nel 1673, fu costruito un campanile nell'angolo sud-est della chiesa. Nella prima metà del XVIII secolo, la chiesa e il convento dell'ordine ricevettero il loro aspetto definitivo.
Durante l'occupazione napoleonica di Danzica intorno al 1807 da parte delle truppe francesi, la chiesa e il convento furono usati come caserme. Per tutta la durata dell'occupazione, le suore dovettero lasciare il convento. Molti oggetti preziosi e ornamenti della decorazione interna della chiesa andarono persi. Nel 1817, nel corso delle riforme prussiane sotto il re Federico Guglielmo III, ebbe luogo la secolarizzazione del monastero che, dopo la morte degli ultimi religiosi, dovette passare alla Prussia. Nel 1849, gli edifici del monastero furono demoliti e al loro posto fu costruita l'attuale canonica.
Durante la seconda guerra mondiale, nel 1945, la chiesa bruciò e fu in gran parte distrutta. Gli ultimi frammenti superstiti della capriata del tetto e una delle guglie della navata meridionale furono distrutti da un incendio nel 1957. Nel 1970, su iniziativa del parroco Henryk Jankowski, furono ricostruiti, cosa che durò fino al 1987. Il dipinto di H. Hahn del 1612 "Apoteosi di Santa Brigida" è stato appeso nella sacrestia.
Il movimento Solidarność lo utilizzò come luogo d'incontro e centro d'azione del giovane sindacato libero intorno a Lech Wałęsa e divenne famoso. Il parroco della Chiesa di Santa Brigida, Henryk Jankowski, era il confessore di Wałęsa e uno dei primi uomini di chiesa a sostenere apertamente gli scioperanti e il loro movimento.
Nel presbiterio si trova un monumentale altare d'ambra alto 11 metri a forma di giglio svettante, dedicato alla memoria dei 28 operai dei cantieri navali morti nelle proteste del dicembre 1970.